# FIF (automobile)
Pour les articles homonymes, voir FIF.
FIF est un constructeur automobile belge actif au début du XXe siècle, alors que l'automobile était une industrie naissante.

## Historique
La marque est fondée par un industriel luxembourgeois, Félix Heck. Elle comprend divers modèles : type 10/12 de 1909, après quoi viennent les types 12/14 et 15/18. Les prix, compris entre 5 000 et 5 500 francs, étaient relativement modérés.
Le constructeur s'est essayé à la course dans les années 1909-1911, mais sans grand succès. Notamment à la Coupe des voitures légères et au meeting d’Ostende.